# HIP 67522
HIP 67522 è una giovane stella nana gialla nella costellazione del Centauro, distante 416 anni luce dal sistema solare. Attorno alla stella, la cui età è di solamente 17 milioni di anni, è stato scoperto orbitare un pianeta extrasolare del tipo gioviano caldo, con un altro possibile candidato non ancora confermato. Il pianeta confermato è, al 2021, il più giovane gioviano caldo conosciuto: non è ancora chiaro come si formano pianeti di questo tipo, e la scoperta di questo gigante gassoso così giovane, suggerisce che questo tipo di pianeti possono formarsi relativamente vicini alla propria stella oppure migrare dalle zone esterne in tempi relativamente brevi.

## Caratteristiche
La stella è una nana gialla di tipo spettrale G0V un po' più massiccia e grande del Sole, con massa e raggio che sono rispettivamente il 22% e il 38% superiori a quelli del Sole. La sua magnitudine, pari a +9,8, non consente di scorgerla a occhio nudo, ma è necessario un piccolo telescopio per poterla individuare.

## Sistema planetario
La scoperta di HIP 67522 b è avvenuta nel 2020 tramite il metodo del transito grazie al telescopio spaziale TESS. Si tratta di un gigante gassoso che orbita a breve distanza dalla stella madre in circa 7 giorni. Il suo raggio è del 90% di quello di Giove, mentre la sua massa è più incerta; il limite massimo è stato stimato in 5 MJ. Lo studio che ha portato alla scoperta del pianeta ha individuato anche un singolo transito di un candidato secondo pianeta, successivamente confermato, che orbita in un periodo superiore a 23 giorni attorno alla stella e il cui raggio è circa 7,9 volte quello terrestre (il 71% di quello di Giove).
Conformazioni planetarie di questo tipo, con giganti gassosi in prossimità di stelle giovani sono piuttosto rare. La formazione di gioviani caldi è oggetto di dibattito tra la comunità scientifica e non è ben chiaro in che zona del sistema planetario essi si formino; la teoria che prevede l'accrezione così vicina alla stella è difficilmente spiegabile, poiché a quella distanza calore, vento stellare ed episodici brillamenti vaporizzerebbero gli elementi volatili come idrogeno ed elio, forse ancor prima che i pianeti si formino.
 
Le altre due teorie sono ritenute più plausibili; entrambe spiegano che i gioviani caldi si formano in zone più fredde del sistema, oltre il limite della neve. La differenza fra queste ultime due teorie riguarda i tempi e il meccanismo che porta alla migrazione orbitale verso l'interno del pianeta: qualcuno ritiene che ciò avvenga nelle primissime fasi di vita della stella, quando è ancora circondata dal disco protoplanetario e che questo, interrompendo l'orbita, causi la migrazione del pianeta. La terza teoria invece suggerisce che la migrazione avvenga successivamente, dopo la formazione di altri pianeti, che in questo caso sarebbero, a causa delle interazioni gravitazionali, i responsabili della migrazione del pianeta gigante.
 
Queste ultime due teorie spiegano perfettamente la formazione dei tanti gioviani caldi in sistemi più antichi, soprattutto dei pianeti del tipo Giove eccentrico con un'alta eccentricità orbitale, ma non spiegano la formazione di HIP 67522 b. La scoperta di questo pianeta lascia aperta l'ipotesi che i gioviani caldi possano formarsi "in loco", anche perché il disco protoplanetario in questo caso si è ormai dissolto e l'orbita è relativamente circolare; inoltre le migrazioni orbitali per interazione gravitazionale con altri pianeti solitamente necessitano di tempi molto più lunghi dei 17 milioni di anni dell'età del sistema, e per questo motivo si ritiene che le dinamiche del sistema e l'evoluzione dell'orbita del pianeta siano ancora in corso.
Stimare con un basso margine d'errore la massa dei pianeti b e c potrebbe chiarire se HIP 67522 b sia un caso anomalo o la norma per questo tipo di pianeti.
| Pianeta | Massa              | Raggio         | Periodo orb.   | Sem. maggiore | Eccentricità | Incl. orbita | Scoperta |
| ------- | ------------------ | -------------- | -------------- | ------------- | ------------ | ------------ | -------- |
| b       | 5+0 −5 MJ          | 0,8984±0,04 rJ | 6,9595 giorni  |               | 0,059        | 89,84°       | 2020     |
| c       | 0,11+0,05 −0,04 M⊕ | 0,71 gioviano  | 12,4417 giorni | 0,0929 UA     |              | 89,7°        | 2020     |